# Odontodrassus aravaensis
Odontodrassus aravaensis är en spindelart som beskrevs av Levy 1999. Odontodrassus aravaensis ingår i släktet Odontodrassus och familjen plattbuksspindlar.
Artens utbredningsområde är Israel. Inga underarter finns listade i Catalogue of Life.